# Rivière Chipilly
Rivière Chipilly är ett vattendrag i Kanada.   Det ligger i provinsen Québec, i den sydöstra delen av landet, 260 km norr om huvudstaden Ottawa. Rivière Chipilly ligger vid sjöarna  Lac Fifre Lac Laas Lac Lenham Lac Stevenson och Lac Vandam.
I omgivningarna runt Rivière Chipilly växer i huvudsak blandskog. Trakten runt Rivière Chipilly är nära nog obefolkad, med mindre än två invånare per kvadratkilometer.